# Сивекинг, Амалия
Амалия Сивекинг (25 июля 1794, Гамбург — 1 апреля 1859, Гамбург) — немецкая благотворительница и социальный работник, ныне считается одним из пионеров в различных направлениях социальной работы в Германии.

## Биография
Родилась в семье гамбургского сенатора, получила домашнее образование в области искусства, литературы, музыки и домоводства. После смерти отца осталась в 15-летнем возрасте без средств к существованию (её мать умерла, когда ей было 5 лет) и переехала к богатым родственникам, где занялась образованием их больного сына, а затем занималась воспитанием своих племянниц. 
Ей была основана женская школа, каждое воскресенье она занималась социальной работой в женском работном доме. В 1831 году во время эпидемии холеры добровольно стала медсестрой и ухаживала за больными. Основанное ей в 1832 году женское «Общество призрения больных и бедных», действующее по принципу взаимопомощи, послужило образцом для многих аналогичных обществ в Германии, Дании, Швейцарии, Швеции, Франции и Англии. Одним из введённых новшеств было то, что безработным бродягам-мужчинам в этом обществе предлагалось присматривать за детьми вынужденных работать женщин. Занималась также инициированием строительства дешёвого жилья и больниц для бедных, создания новых рабочих мест и профессионального обучения для низших слоёв населения.
О своей деятельности публиковала годичные отчёты (Гамбург, 1833—58) которые впоследствии были признаны ценным историческим источником. Другие сочинения её авторства: «Betrachtungen über einzelne Abschnitte der Heiligen Schrift» (Гамбург, 1822—1826) и «Unterhaltungen über einzelne Abschnitte der Heiligen Schrift» (Гамбург, 1855). После смерти Сивекинг была издана «Denkwürdigkeiten aus dem Leben von Amalie S.» (Гамбург, 1860).